# Лівадійський палац
Лівадійський палац — палацовий комплекс, розташований у селищі Лівадія, Ялтинської міськради, Автономна Республіка Крим, Україна. Пам'ятка історії національного значення, під номером 010037-Н.
Як маєток постав у 1790-х роках. Першим власником був грек Ламброс Кацоніс, який назвав садибу на згадку про своє рідне місто Лівадію. Упродовж 1-ї половини XIX століття був зведений палац, парк. У 1860-х палац купила імператриця Марія Олександрівна, після перебудови він став літньою резиденцією російських імператорів. Місце проведення Ялтинської конференції 1945 року.

## Історія
Історія виникнення Лівадійського палацу почалася в 1790-х роках, коли грецький офіцер російської служби Ламброс Кацоніс заснував тут свій маєток і назвав його на честь свого рідного міста Лівадії, що уЦентральній Греції. На території маєтку він був похований після смерті в 1804 році. Також у Лівадії встановлено погруддя героя.
Після смерті Кацоніса маєток належав наступному командиру Балаклавського грецького батальйону Теодосіосу Ревеліотісу. У нього Лівадію придбав 1835 року польський магнат Леон Потоцький, син Северина. Він збудував для себе палац і на прилеглій території в 40 десятин (1.09 га) заклав ландшафтний парк. Комплекс було збудовано за проєктом ялтинського архітектора Ешлімана (1808—1893). Парк було засаджено миртами, кедрами, магноліями, лавром, пініями, кримськими соснами.

### Царський період (1860—1917)
Царський період історії палацу почався в 1860 році, коли маєток після смерті Л. Потоцького перейшов у власність до російської імператриці Марії Олександрівни — дружини Олександра II. У 1862—1866 роках будівлю Потоцького було значно збільшено та перебудовано в так званий Великий Палац, а також збудовано Малий Палац у східному стилі (мав подібність до Ханського палацу в Бахчисараї), 2 церкви (зокрема церква у візантійському стилі) та службові будівлі (загалом 60 будівель). Роботи велися під керівництвом придворного архітектора Іполита Монігетті. Мозаїчний живопис вівтаря і розпис стін були виконані італійцем Сальвіатті і російськими художниками Поповим і Бейдеманом. Навпроти церкви розташована колонада з сірого мармуру, на якій півколами вигравіювані 14 написів арабською мовою. У них оспівується «його величність шах, султан, переможець, що здійснив подорожі в ці місця «щасливо… по поверненню з міста Ращука…». Судячи зі змісту напису, колону було доправлено в Лівадію з Османської імперії на знак перемоги російської армії над турецькою у війні 1877—1878 років. У написі йдеться про турецького імператора Султана-Мухамеда II. Трохи вище і правіше колони — витончений мармуровий фонтан в арабському стилі. З бронзової голівки ягняти витікає цівка води. На мармуровій плиті фонтану у верхній частині арабськими буквами висічене слово «Лівадія».
Подальша розбудова палацового комплексу пов'язана з науковим прогресом людства: у 1863 збудовано водогін та резервуар для води на 700 тис. відер (8400 літрів). У 1869 було розширено площу фруктових садів, створено оранжерею, парники та молочну ферму. У 1870-х розпочала роботу метеостанція. На початку 1890-х проведено телефон.
У березні 1882 згорів зимовий царський театр.
У 1910-х пущено електростанцію, завод із виробництва льоду. Побудовано зимовий театр, гараж, та велику кількість приміщень (загалом на 1914 кількість житлових будівель сягнула — 100, а службових — 400).
У 1904 після обстеження Великий Палац було вирішено знести і на його фундаменті збудувати новий, роботи розпочалися у квітні 1910 за проектом Миколи Краснова і тривали до вересня 1911 року.
З 1861 і до 1917 року Лівадійський палацовий комплекс є літньою резиденцією російських царів Романових: Олександра II, Олександра III та Миколи II.

### Радянський період (1917—1991)
У 1917 році тут короткий час розміщувалося міністерство землеробства поваленого Тимчасового уряду. У 1920-му фруктові сади було передано радгоспу Лівадія.
З 1924-го комплекс було переведено в курортний фонд і в наступному році було організовано санаторій на 380 осіб. Вивіску «Лівадія — маєток його імператорської величності» замінили на «Селянський курорт „Лівадія“».
16 липня 1922 року тут було відкрито музей «побуту останньої династії Романових», музей проіснував до 1927 року, коли був ліквідований на підставі розпорядження Кримнаркомосвіти. З липня 1974 року у Лівадійському палаці проводяться екскурсії.

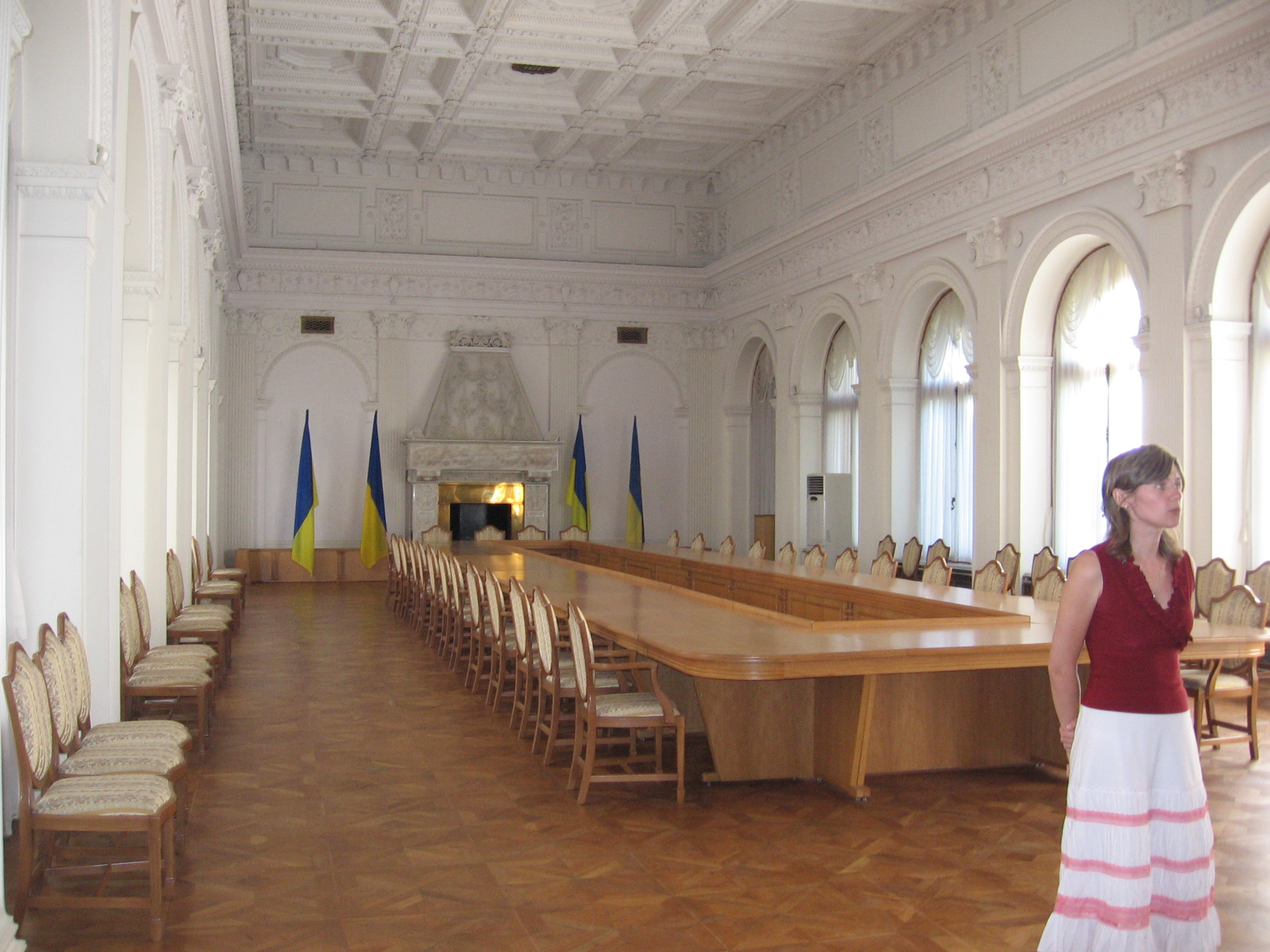
Центральна зала палацу

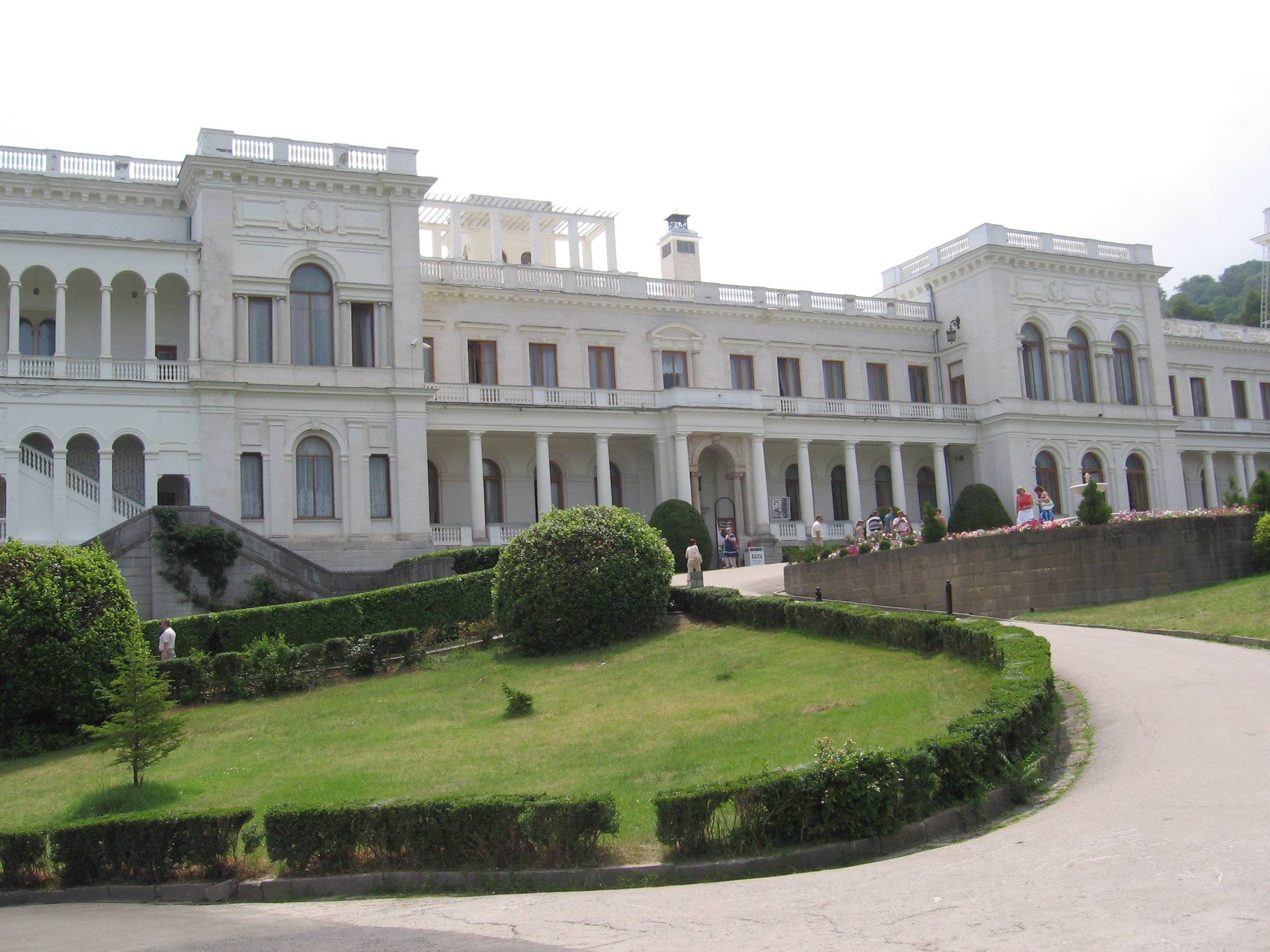
Лівадійський палац, Крим, Україна. Фрагмент, 2011 р.

### Український період
Збереглося приміщення припалацової електростанції, що побудована в історичному стилі. Аби не дати загинути цікавому приміщенню, його відреставровано. Проте електрика подається до палацу з іншої мережі.
Реставроване приміщення колишньої електростанції віддано під органну залу міста Ялти, де відбуваються концерти. У палаці відбувалися знакові міжнародні зустрічі, зокрема саміти «Україна — ЄС».
Лівадійський палац — один з центрів туризму в Криму — як внутрішньоукраїнського так і міжнародного.

### Період російської анексії
Під час російської окупації і анексії Криму путінський режим 18 жовтня 2017 встановив на території палацу скульптурний пам'ятник російському царю Олександру III. Автор 4-метрової фігури з бронзи — «народний художник» Росії Андрій Ковальчук. Фігура царя, що сидить, є копією пам'ятника йому в Санкт-Петербурзі, але без коня. Пам'ятник урочистою промовою відкрив Путін. Пролунав гімн РФ, урочистим маршем пройшли військові. При цьому не обійшлось без притаманних путінській пропаганді історичних фальсифікацій:
- на постаменті викарбувано фразу, яку приписують Олександру III: «У Росії є тільки два союзники — її армія і флот», але дійсне авторство її так ніколи не було доведено.

На постаменті також викарбувані імена діячів культури, які начебто з'явилися завдяки царюванню Олександра ІІІ (1881—1894):
- Письменник Федір Достоєвський (1821—1881, помер до коронування Олександра III).
- Вчений Дмитро Менделєєв (1834—1907, основні наукові звершення також створив раніше царювання Олександра III).
- Купець Павло Третьяков начебто заснував художній музей «Третьяковська галерея». Насправді художній музей був створений у 1856 році, а історичний музей у 1872 — ще за царювання Олександра II, батька Олександра III[7].

### Визначні події
- 20 жовтня (1 листопада) 1894 року в Лівадійському палаці у віці 49 років помер Олександр III (Олександр III). Панахида по ньому відбулася в палацовій церкві.
- 21 жовтня 1894 року була миропомазана (прийняла православ'я) німецька герцогиня Аліса Гессен-Дармштадтська і прийняла ім'я Олександра Федорівна (через три тижні дружина Миколи ІІ).
- 4 лютого — 11 лютого 1945 року відбулася Ялтинська конференція — саміт глав держав Антигітлерівської коаліції: СРСР — Йосип Сталін, Велика Британія — Вінстон Черчилль, США — Франклін Делано Рузвельт.
- 10 вересня — 11 вересня 1999 року Міжнародна конференція «Балто-Чорноморське співробітництво: до інтегрованої Європи XXI століття без розподільних ліній».

Із 2004 року в Лівадійському палаці щорічно в період із червня до вересня відбувалися кількаденні саміти Ялтинської міжнародної стратегії (YES). У 2013-му відбулася десята конференція.

## Архітектура
Лівадійський палацовий комплекс складається з Великого Палацу (Білий Палац), Світського корпусу, палацу міністра двору барона Фредерікса, палацової церкви Воздвиження Чесного Хреста та італійського дворику.

### Великий Палац (Білий Палац)

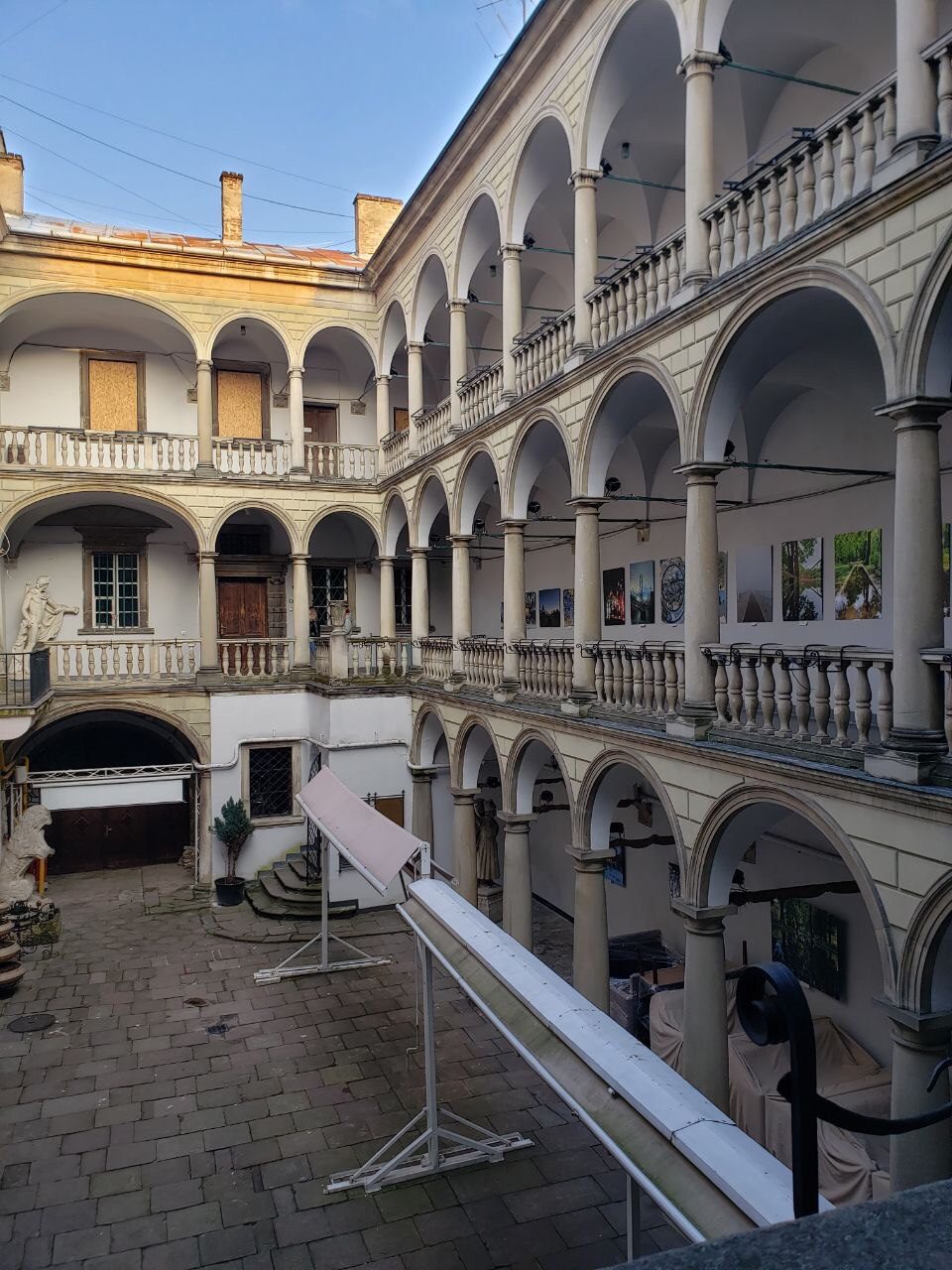
Лавка в Італійському дворику

Двоповерхова будівля, головна в комплексі, побудована в стилі італійського Відродження. Білим палац називають, оскільки він збудований з білого інкерманського каменю, що видобувається біля міста Інкерман. Білосніжні фасади прикрашені художнім різьбленням.
Головний вхід розміщений у північному фасаді, прикрашений мармуровою аркадою. Перед входом велика площа, на якій мальовничий фонтан. Із заходу площа обмежена опорними стінами, що увінчані великими теракотовими вазами з декоративними рослинами. Різьблення на дверях і мармурових диванах біля входу виконані за мотивами творів Рафаеля. Підлокітники диванів виконані у вигляді грифонів. Мармурові леви біля головного входу подібні до сфінксів. Із південно-східного боку на сходах стоїть скульптура химери.

### Італійський дворик
Італійський дворик створено в стилі італійського Ренесансу. У центрі — мармуровий фонтан, від якого променями відходять 8 доріжок. З усіх чотирьох боків він оточений аркадою напівциркульних арок, що спираються з внутрішнього боку на колони, а з зовнішнього вростають у стіни Великого Палацу. Уздовж стін розміщенні мармурові лавки з підлокітниками у формі грифонів. Вхід до Італійського дворику прикрашають ковані ажурні ворота італійських майстрів (Верона, 1750 р.).

### Церква Воздвиження Чесного Хреста

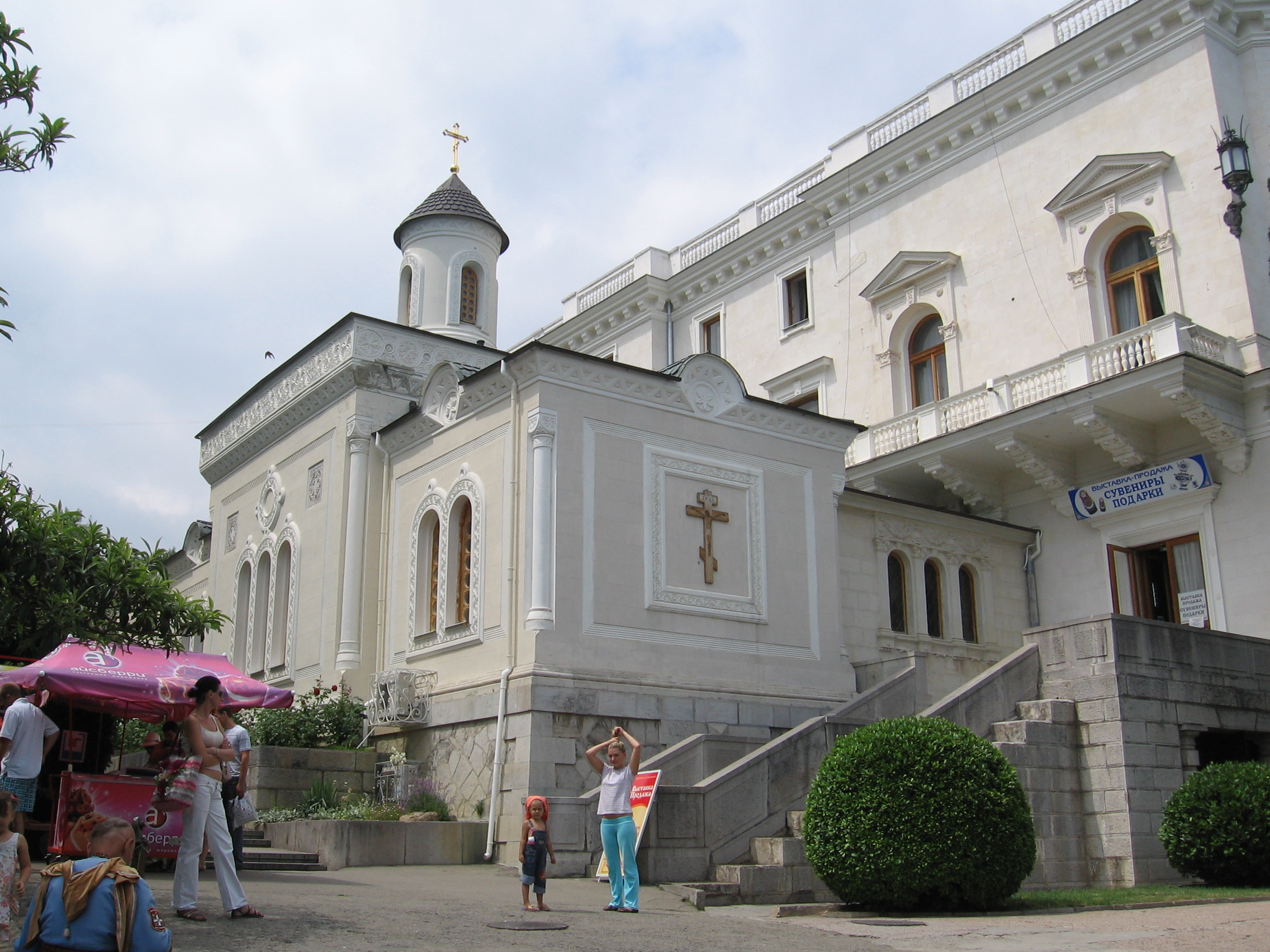
Храм Воздвиження Чесного Хреста

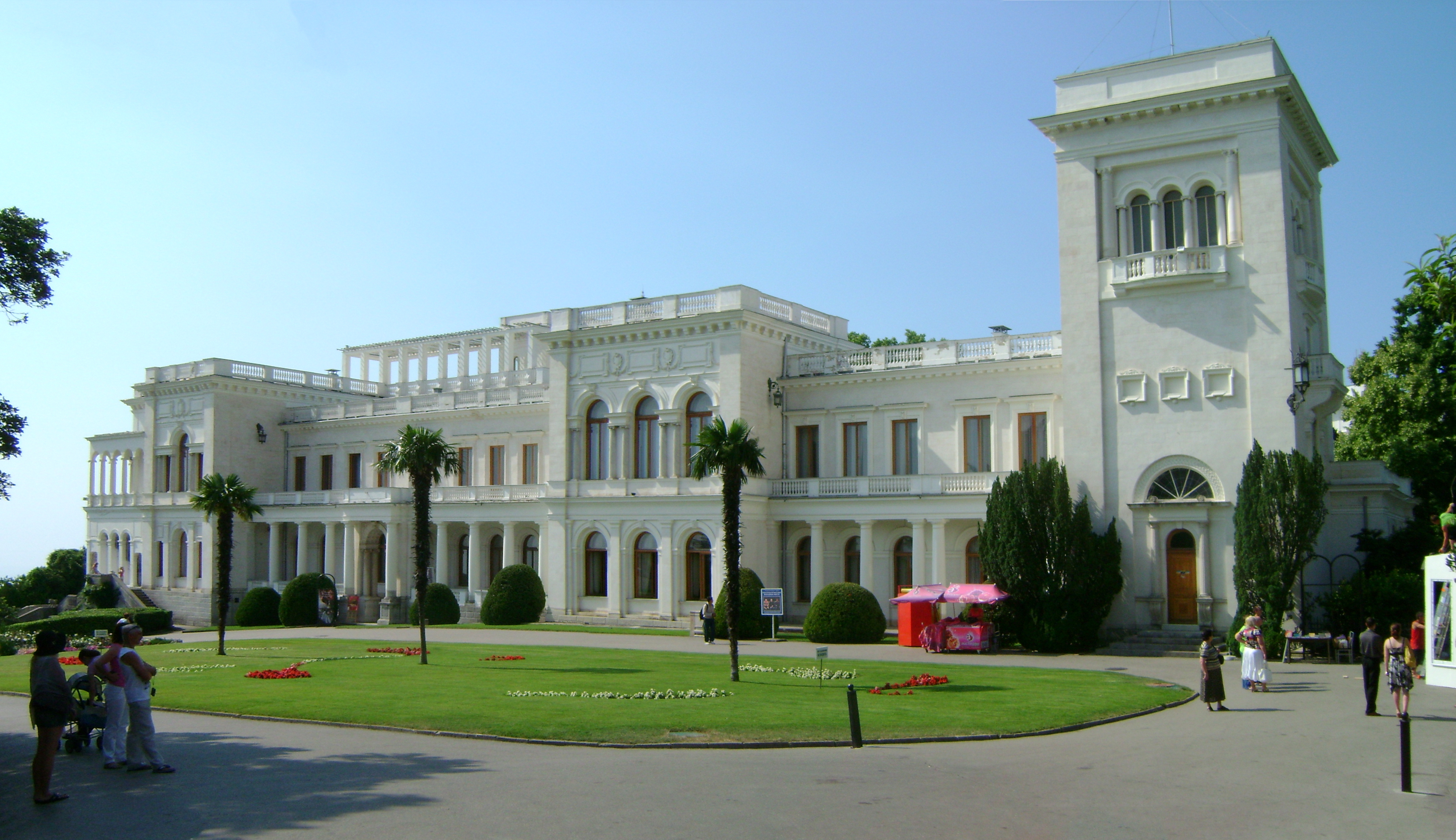
Усередині храму

Церква примикає до Великого Палацу з південно-західного боку. Була перебудована (під керівництвом Монігетті) з костелу сім'ї Потоцьких у 1864. Через перебудову вівтар розміщено з південного боку, а не на схід, як узвичаєно в православ'ї. Церкву створено у візантійському стилі, взірцем послугувала Церква Святого Луки (X ст.) в Лівадії (Беотія, Греція).
Храм, як і більшість християнських церков, має форму хреста. Над церквою — невеликий купол, увінчаний хрестом. Східна стіна прорізана арочними вікнами, подвійними і потрійними. В оформленні церкви використано орнамент у стилі Закавказзя.
Головна ікона храму — мозаїка «Воздвиження Чесного Хреста», якою у 1888 році замінили пошкоджену однойменну ікону. Напроти церкви стоїть невелика башта-дзвіниця.